# Nationales Museum Taras Schewtschenko
Koordinaten: 50° 26′ 36″ N, 30° 30′ 55″ O

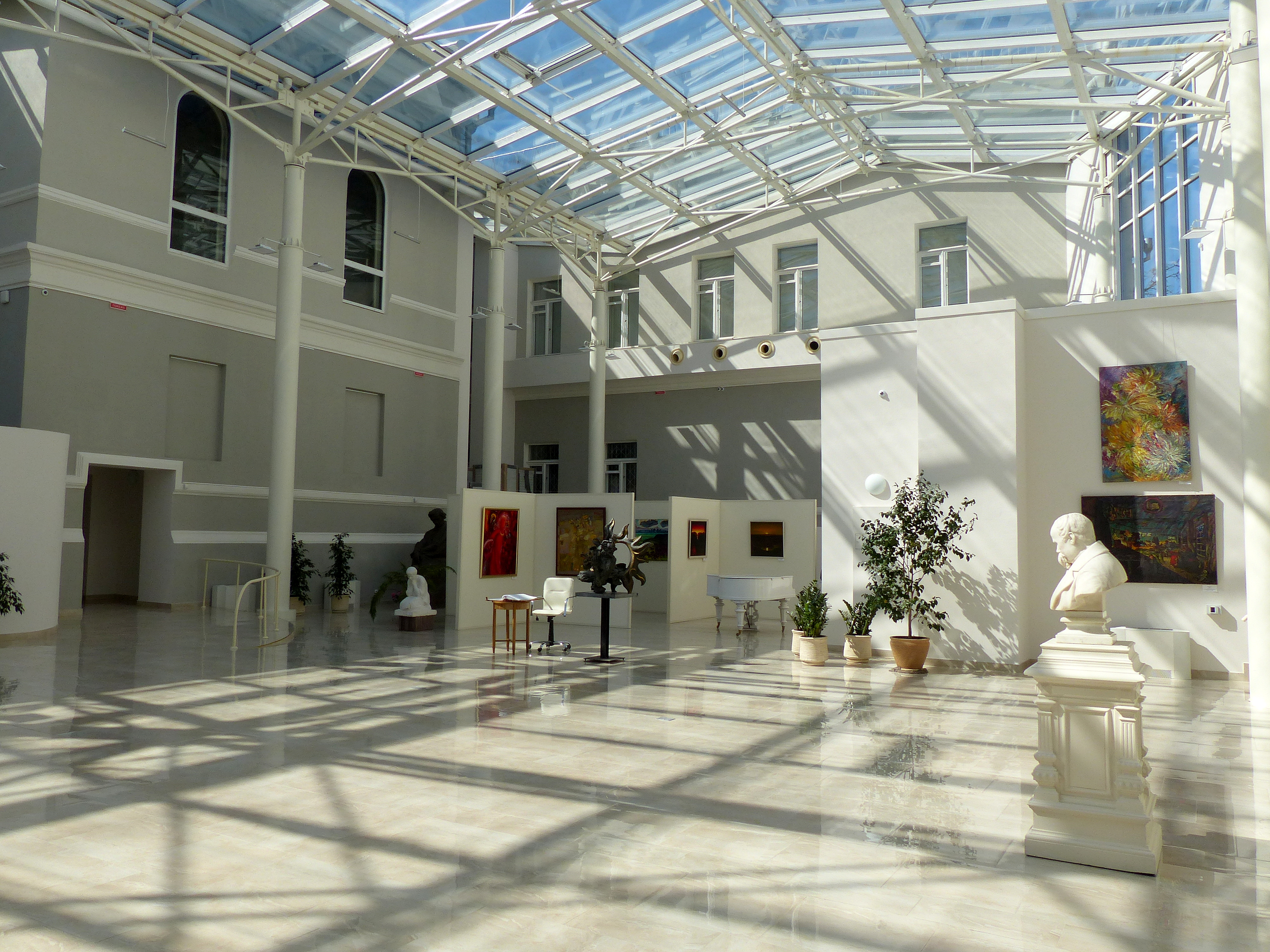
Innenraum des Museums

Das Nationale Museum Taras Schewtschenko (ukrainisch Націона́льний музе́й Тара́са Шевче́нка) ist ein dem Leben und Werk des Malers und ukrainischen Nationaldichters Taras Schewtschenko gewidmetes Museum in der ukrainischen Hauptstadt Kiew.

## Lage
Das Museum liegt im Kiewer Rajon Schewtschenko auf dem Taras-Schewtschenko-Boulevard Nummer 12 im Tereschtschenka-Stadtpalais von 1841.

## Geschichte des Museums
Das Museum wurde am 24. April 1949 eröffnet. Von 1982 bis 1989 war das Museum auf Grund von Renovierungs- und Restaurierungsarbeiten geschlossen und die Exponate im Bereich des Kiewer Höhlenklosters untergebracht. Am 31. März 2001 hat das Museum den Status eines „nationalen Museums“ erhalten.

## Museumsgebäude
Das Gebäude wurde im Jahr 1841 erbaut. 1875 wurde es vom Kiewer Zuckerproduzenten und Philanthropen Mykola Artemijowytsch Tereschtschenko (1819–1903) erworben und von den Architekten Peter Fedorow und Ronald Tustanowskij zu einem Stadtpalais im Stil der italienischen Renaissance umgebaut.

## Sammlung
Im Museum sind Werke berühmter Maler, Bildhauer, Schriftsteller und Komponisten, aus der Zeit von Schewtschenko, zu seinem Leben und Werk ausgestellt. Unter anderem von den Malern: Karl Brjullow, Mychajlo Derehus, Iwan Jischakewytsch, Wassyl Kasijan, Fotij Krassyzkyj, Iwan Kramskoi, Michail Mikeschin, Ilja Repin, Mykola Samokysch, Iwan Sokolow, Iwan Soschenko, Wassili Sternberg, Karpo Trochymenko, Wassili Tropinin und Konstantin Trutowski
sowie Werke der Bildhauer: Peter Clodt von Jürgensburg, Wladimir Beklemischew und Mychajlo Lyssenko und andere.

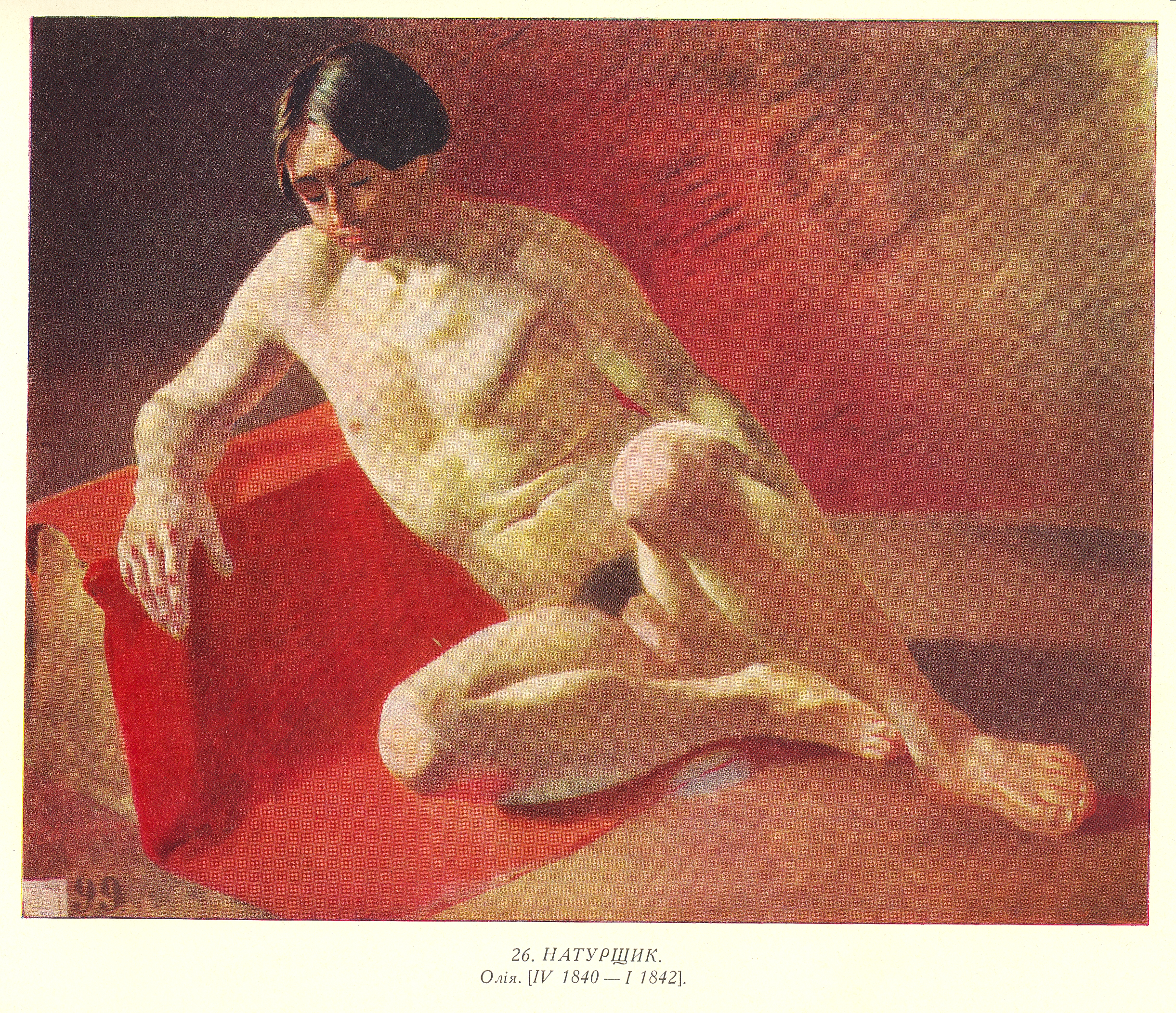
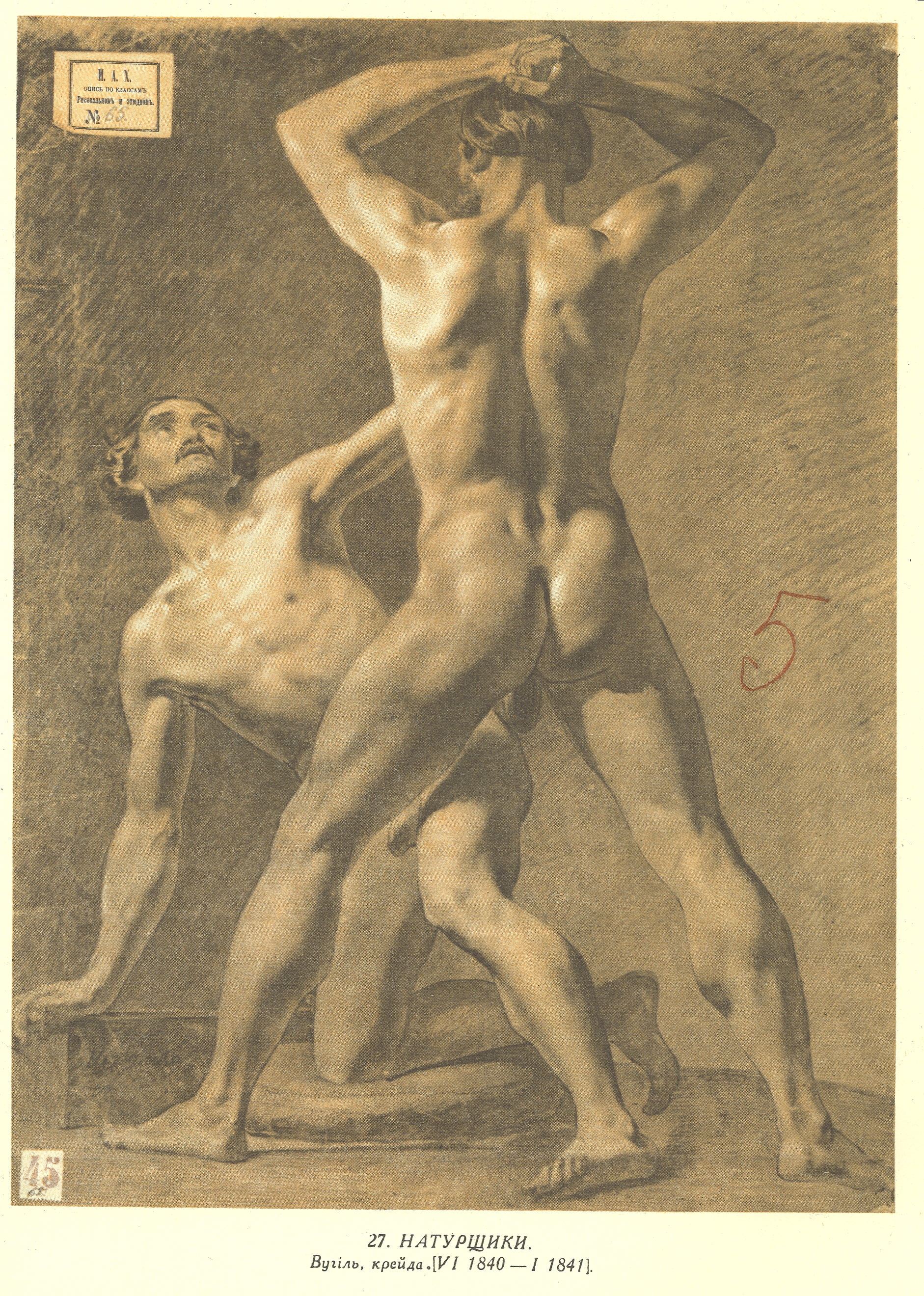
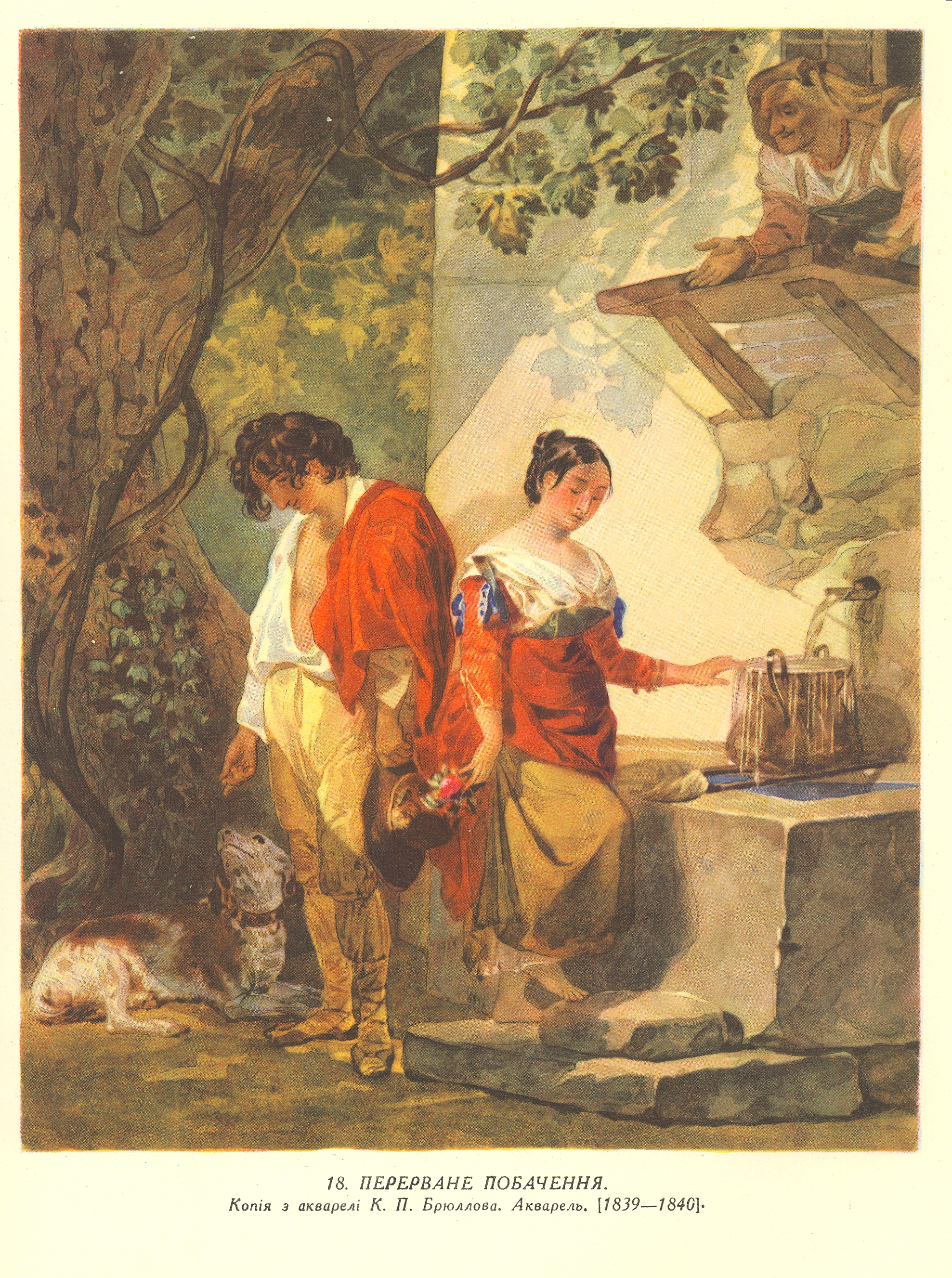